# Gammaropsis (Gammaropsis) monodi
Gammaropsis (Gammaropsis) monodi is een vlokreeftensoort uit de familie van de Photidae. De wetenschappelijke naam van de soort is voor het eerst geldig gepubliceerd in 1931 door Schellenberg.